# Christoph Spies
Christoph Spies  (* 16. Dezember 1985 in Grünstadt) ist ein deutscher Politiker (SPD). Er ist seit dem 1. Juli 2019 Mitglied des rheinland-pfälzischen Landtags.

## Ausbildung und Beruf
Spies besuchte in seinem Geburtsort Grünstadt die Dekan-Ernst-Grundschule und das Leininger-Gymnasium, wo er 2003 mit Sekundarstufe I abschloss. Im Anschluss absolvierte er eine Ausbildung zum Sozialversicherungsfachangestellten bei der Allgemeinen Ortskrankenkasse (AOK), für die er seitdem in verschiedenen Positionen tätig war. Er bildete sich zum AOK-Betriebswirt weiter und erlangte an der Hochschule Ludwigshafen am Rhein im dualen Studium den Bachelor of Science (2012) und den Master of Science (2015, Berufsbild „Versorgungssteuerer im Gesundheitswesen“). Zuletzt war er 2018/2019 als Referent Selbstverwaltung und Gesundheitspolitik bei der AOK Direktion Eisenberg tätig.

## Politische Karriere
Spies trat 2006 der SPD bei und engagierte sich ab 2008 als Beisitzer im SPD-Ortsverein Grünstadt. Von 2012 bis 2018 war er Vorsitzender des Ortsvereins. 2014 saß er im Stadtrat Grünstadt und 2019 wurde er dort Vorsitzender der SPD-Fraktion. Er ist seit dem 1. Juli 2019 Mitglied des Landtags Rheinland-Pfalz. Er ist Nachfolger des vorzeitig aus dem Landtag ausgeschiedenen Manfred Geis als Abgeordneter vom Wahlkreis Bad Dürkheim. Spies sitzt unter anderem im Ausschuss für Landwirtschaft und Weinbau und im Rechtsausschuss.